# Laonian
Laonian var tidigare en köping i Kina. I december 2019 blev den en del av köpingen Yonglang. Laonian ligger i provinsen Sichuan, i den sydvästra delen av landet, omkring 430 kilometer sydväst om provinshuvudstaden Chengdu. Antalet invånare är 6 746. Befolkningen består av 3 209 kvinnor och 3 537 män. Barn under 15 år utgör 20,0 %, vuxna 15-64 år 70 %, och äldre över 65 år 9,0 %.